# Mike Keyzer

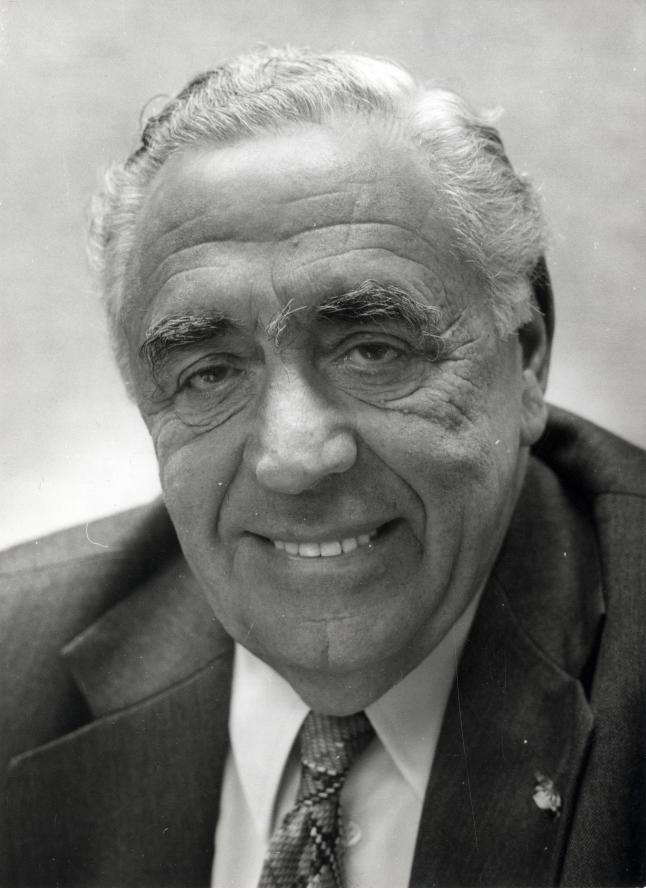
Mike Keyzer

Meijer „Mike“ Joseph Keyzer (* 15. Oktober 1911 in Venlo, Provinz Limburg; † 16. Juli 1983 in Den Haag) war ein niederländischer Diplomat und Politiker der Volkspartij voor Vrijheid en Democratie (VVD), der unter anderem kurzzeitig Mitglied der Zweiten Kammer der Generalstaaten, Staatssekretär sowie zwischen 1971 und 1982 Vorsitzender der Rundfunkgesellschaft Algemene Vereniging Radio Omroep (AVRO) war.

## Leben

### Verfolgter des Nationalsozialismus und Diplomat
Der aus einer jüdischen Kaufmannsfamilie stammende Keyzer begann nach dem Besuch der Hogere Burgerschool in Venlo am 16. September 1930 ein Studium der Wirtschaftswissenschaften an der Niederländischen Handels-Hochschule Rotterdam, das er jedoch nicht abschloss. Daneben belegte er zeitweilig Kurse an der Literaturwissenschaftlichen Fakultät der Universität Grenoble. 1933 wurde er Mitarbeiter im Wirtschaftsministerium (Ministerie van Economische Zaken).
Zu Beginn der Besetzung der Niederlande durch die deutsche Wehrmacht im Zweiten Weltkrieg war er Mitarbeiter des Jüdischen Rates und danach bis zum 29. September 1943 auf dem Landsitz De Schaffelaar in Barneveld sowie anschließend bis zum 4. September 1944 im Durchgangslager Westerbork interniert, ehe er sich bis Februar 1945 im KZ Theresienstadt befand.
Nach einem kurzen Aufenthalt in der Schweiz wurde Keyzer 1945 Mitarbeiter des Auswärtigen Dienstes des Außenministeriums (Ministerie van Buitenlandse Zaken) und war nach einer Verwendung an der Botschaft im Großbritannien zwischen 1946 und 1947 Erster Handelssekretär und Leiter der Wirtschaftsabteilung an der Gesandtschaft in der Schweiz, ehe er zwischen 1947 und 1951 Berater der Ständigen Vertretung beim Büro der Vereinten Nationen in Genf war. Danach fungierte er von 1951 bis Oktober 1963 Handelsrat und Leiter der Wirtschaftsabteilung an der Botschaft in Frankreich, wobei er zuletzt von 1959 bis 1963 den Rang eines Gesandten bekleidete.

### Staatssekretär, Mitglied der Zweiten Kammer der Generalstaaten und Rundfunkintendant
Keyzer, der 1963 Mitglied der Volkspartij voor Vrijheid en Democratie (VVD) wurde, wurde am 14. August 1963 von Ministerpräsident Victor Marijnen zum Staatssekretär für Güterverkehr und internationale Verkehrsangelegenheiten im Ministerium für Verkehr und Wasserstraßen (Ministerie van Verkeer en Waterstaat) in dessen Regierung berufen und bekleidete dieses Amt bis zum Ende von Marijnens Amtszeit am 14. April 1965. Am 20. April 1965 wurde er mit dem Ritterkreuz des Orden vom Niederländischen Löwen geehrt. Danach fungierte er vom 13. September 1965 bis September 1966 als Vorsitzender der Kommission für den Schiffbau.
Nachdem er vom 23. Februar bis zum 18. April 1967 Mitglied der Zweiten Kammer der Generalstaaten sowie vom 1. März bis 18. April 1967 Vorsitzender der Kommission der Zweiten Kammer für den Schiffbau war, wurde Keyzer vom neuen Ministerpräsidenten Piet de Jong zum Staatssekretär für Luftfahrt, Schifffahrt und Güterverkehr im Ministerium für Verkehr und Wasserstraßen ernannt und übte dieses Amt im Kabinett De Jong bis zum 6. Juli 1971 aus. Am 17. Juli 1971 wurde er Kommandeur des Orden von Oranien-Nassau.
Nach seinem Ausscheiden aus der Regierung wurde Keyzer am 11. September 1971 Vorsitzender der Rundfunkgesellschaft Algemene Vereniging Radio Omroep (AVRO) und bekleidete diese Funktion bis zum 1. Januar 1982. Zugleich war er seit 1976 Vorsitzender der Stichting Weg, einer Stiftung zur Förderung des Lobbyismus der Automobilbranche, sowie des Kommissarrates der Industriebank Limburg, der Vorgängerorganisation des Limburgs Instituut voor Ontwikkeling en Financiering (LIOF).